# Championnat du monde de vitesse moto 2003
Navigation
Édition précédente Édition suivante
Le Championnat du monde de vitesse moto 2003 est la 55e saison de vitesse moto organisée par la FIM.

Ce championnat comporte seize courses de Grand Prix, pour trois catégories : MotoGP, 250 cm3 et 125 cm3.
La catégorie 500 cm3, présente depuis le premier championnat de 1949, fait place à la MotoGP.

## Attribution des points
Les points du championnat sont attribués aux quinze premiers de chaque course :
| Classement | 1  | 2  | 3  | 4  | 5  | 6  | 7 | 8 | 9 | 10 | 11 | 12 | 13 | 14 | 15 |
| ---------- | -- | -- | -- | -- | -- | -- | - | - | - | -- | -- | -- | -- | -- | -- |
| Points     | 25 | 20 | 16 | 13 | 11 | 10 | 9 | 8 | 7 | 6  | 5  | 4  | 3  | 2  | 1  |

## Grand Prix de la saison 2003
| 1  | 6-04  | Grand Prix du Japon              | Suzuka               | Résultats |
| 2  | 27-04 | Grand Prix d'Afrique du Sud      | Welkom               | Résultats |
| 3  | 11-05 | Grand Prix d'Espagne             | Jerez de la Frontera | Résultats |
| 4  | 25-05 | Grand Prix de France             | Le Mans              | Résultats |
| 5  | 8-06  | Grand Prix d'Italie              | Mugello              | Résultats |
| 6  | 15-06 | Grand Prix de Catalogne          | Barcelone            | Résultats |
| 7  | 28-06 | Grand Prix des Pays-Bas          | Assen                | Résultats |
| 8  | 13-07 | Grand Prix de Grande-Bretagne    | Donington            | Résultats |
| 9  | 27-07 | Grand Prix d'Allemagne           | Sachsenring          | Résultats |
| 10 | 17-08 | Grand Prix de République tchèque | Brno                 | Résultats |
| 11 | 7-09  | Grand Prix du Portugal           | Estoril              | Résultats |
| 12 | 20-09 | Grand Prix de Rio de Janeiro     | Rio                  | Résultats |
| 13 | 5-10  | Grand Prix du Pacifique          | Motegi               | Résultats |
| 14 | 12-10 | Grand Prix de Malaisie           | Sepang               | Résultats |
| 15 | 19-10 | Grand Prix d'Australie           | Phillip Island       | Résultats |
| 16 | 2-11  | Grand Prix de Valence            | Ricardo Tormo        | Résultats |

## Résultats

### Moto GP
| no | Date  | Grand Prix                       | Vainqueur       | Deuxième        | Troisième       |
| 1  | 6-04  | Grand Prix du Japon              | Valentino Rossi | Max Biaggi      | Loris Capirossi |
| 2  | 27-04 | Grand Prix d'Afrique du Sud      | Sete Gibernau   | Valentino Rossi | Max Biaggi      |
| 3  | 11-05 | Grand Prix d'Espagne             | Valentino Rossi | Max Biaggi      | Troy Bayliss    |
| 4  | 25-05 | Grand Prix de France             | Sete Gibernau   | Valentino Rossi | Alex Barros     |
| 5  | 8-06  | Grand Prix d'Italie              | Valentino Rossi | Loris Capirossi | Max Biaggi      |
| 6  | 15-06 | Grand Prix de Catalogne          | Loris Capirossi | Valentino Rossi | Sete Gibernau   |
| 7  | 28-06 | Grand Prix des Pays-Bas          | Sete Gibernau   | Max Biaggi      | Valentino Rossi |
| 8  | 13-07 | Grand Prix de Grande-Bretagne    | Max Biaggi      | Sete Gibernau   | Valentino Rossi |
| 9  | 27-07 | Grand Prix d'Allemagne           | Sete Gibernau   | Valentino Rossi | Troy Bayliss    |
| 10 | 17-08 | Grand Prix de République tchèque | Valentino Rossi | Sete Gibernau   | Troy Bayliss    |
| 11 | 7-09  | Grand Prix du Portugal           | Valentino Rossi | Max Biaggi      | Loris Capirossi |
| 12 | 20-09 | Grand Prix de Rio de Janeiro     | Valentino Rossi | Sete Gibernau   | Makoto Tamada   |
| 13 | 5-10  | Grand Prix du Pacifique          | Max Biaggi      | Valentino Rossi | Nicky Hayden    |
| 14 | 12-10 | Grand Prix de Malaisie           | Valentino Rossi | Sete Gibernau   | Max Biaggi      |
| 15 | 19-10 | Grand Prix d'Australie           | Valentino Rossi | Loris Capirossi | Nicky Hayden    |
| 16 | 2-11  | Grand Prix de Valence            | Valentino Rossi | Sete Gibernau   | Loris Capirossi |

### 250cm3
| no | Date  | Grand Prix                       | Vainqueur       |
| 1  | 6-04  | Grand Prix du Japon              | Manuel Poggiali |
| 2  | 27-04 | Grand Prix d'Afrique du Sud      | Manuel Poggiali |
| 3  | 11-05 | Grand Prix d'Espagne             | Toni Elías      |
| 4  | 25-05 | Grand Prix de France             | Toni Elías      |
| 5  | 8-06  | Grand Prix d'Italie              | Manuel Poggiali |
| 6  | 15-06 | Grand Prix de Catalogne          | Randy de Puniet |
| 7  | 28-06 | Grand Prix des Pays-Bas          | Anthony West    |
| 8  | 13-07 | Grand Prix de Grande-Bretagne    | Fonsi Nieto     |
| 9  | 27-07 | Grand Prix d'Allemagne           | Roberto Rolfo   |
| 10 | 17-08 | Grand Prix de République tchèque | Randy de Puniet |
| 11 | 7-09  | Grand Prix du Portugal           | Toni Elías      |
| 12 | 20-09 | Grand Prix de Rio de Janeiro     | Manuel Poggiali |
| 13 | 5-10  | Grand Prix du Pacifique          | Toni Elías      |
| 14 | 12-10 | Grand Prix de Malaisie           | Toni Elías      |
| 15 | 19-10 | Grand Prix d'Australie           | Roberto Rolfo   |
| 16 | 2-11  | Grand Prix de Valence            | Randy de Puniet |

### 125cm3
| no | Date  | Grand Prix                       | Vainqueur         |
| 1  | 6-04  | Grand Prix du Japon              | Stefano Perugini  |
| 2  | 27-04 | Grand Prix d'Afrique du Sud      | Daniel Pedrosa    |
| 3  | 11-05 | Grand Prix d'Espagne             | Lucio Cecchinello |
| 4  | 25-05 | Grand Prix de France             | Daniel Pedrosa    |
| 5  | 8-06  | Grand Prix d'Italie              | Lucio Cecchinello |
| 6  | 15-06 | Grand Prix de Catalogne          | Daniel Pedrosa    |
| 7  | 28-06 | Grand Prix des Pays-Bas          | Steve Jenkner     |
| 8  | 13-07 | Grand Prix de Grande-Bretagne    | Héctor Barberá    |
| 9  | 27-07 | Grand Prix d'Allemagne           | Stefano Perugini  |
| 10 | 17-08 | Grand Prix de République tchèque | Daniel Pedrosa    |
| 11 | 7-09  | Grand Prix du Portugal           | Pablo Nieto       |
| 12 | 20-09 | Grand Prix de Rio de Janeiro     | Jorge Lorenzo     |
| 13 | 5-10  | Grand Prix du Pacifique          | Héctor Barberá    |
| 14 | 12-10 | Grand Prix de Malaisie           | Daniel Pedrosa    |
| 15 | 19-10 | Grand Prix d'Australie           | Andrea Ballerini  |
| 16 | 2-11  | Grand Prix de Valence            | Casey Stoner      |

## Classement des pilotes MotoGP
| Clas. | Pilote          | Pays       | Constructeur | Nombre de points |
| ----- | --------------- | ---------- | ------------ | ---------------- |
| 1er   | Valentino Rossi | Italie     | Honda        | 357              |
| 2e    | Sete Gibernau   | Espagne    | Honda        | 277              |
| 3e    | Max Biaggi      | Italie     | Honda        | 228              |
| 4e    | Loris Capirossi | Italie     | Ducati       | 177              |
| 5e    | Nicky Hayden    | États-Unis | Honda        | 130              |
| 6e    | Troy Bayliss    | Australie  | Ducati       | 128              |
| 7e    | Carlos Checa    | Espagne    | Yamaha       | 123              |
| 8e    | Tohru Ukawa     | Japon      | Honda        | 123              |
| 9e    | Alex Barros     | Brésil     | Yamaha       | 101              |
| 10e   | Shinya Nakano   | Japon      | Kawasaki     | 101              |

## Classement des pilotes 250 cm³
| Clas. | Pilote           | Pays        | Constructeur | Nombre de points |
| ----- | ---------------- | ----------- | ------------ | ---------------- |
| 1er   | Manuel Poggiali  | Saint-Marin | Aprilia      | 249              |
| 2e    | Roberto Rolfo    | Italie      | Honda        | 235              |
| 3e    | Toni Elías       | Espagne     | Aprilia      | 226              |
| 4e    | Randy de Puniet  | France      | Aprilia      | 208              |
| 5e    | Fonsi Nieto      | Espagne     | Aprilia      | 194              |
| 6e    | Franco Battaini  | Italie      | Aprilia      | 148              |
| 7e    | Anthony West     | Australie   | Aprilia      | 145              |
| 8e    | Sebastian Porto  | Argentine   | Honda        | 127              |
| 9e    | Naoki Matsudo    | Japon       | Yamaha       | 119              |
| 10e   | Sylvain Guintoli | France      | Aprilia      | 101              |

## Classement des pilotes 125 cm³
| Clas. | Pilote            | Pays        | Constructeur | Nombre de points |
| ----- | ----------------- | ----------- | ------------ | ---------------- |
| 1er   | Daniel Pedrosa    | Espagne     | Honda        | 223              |
| 2e    | Alex De Angelis   | Saint-Marin | Aprilia      | 166              |
| 3e    | Héctor Barberá    | Espagne     | Aprilia      | 164              |
| 4e    | Stefano Perugini  | Italie      | Aprilia      | 162              |
| 5e    | Andrea Dovizioso  | Italie      | KTM          | 157              |
| 6e    | Steve Jenkner     | Allemagne   | Aprilia      | 151              |
| 7e    | Pablo Nieto       | Espagne     | Aprilia      | 148              |
| 8e    | Casey Stoner      | Australie   | Aprilia      | 125              |
| 9e    | Lucio Cecchinello | Italie      | Aprilia      | 112              |
| 10e   | Mirko Giansanti   | Italie      | Aprilia      | 93               |